# Yasunori Takada
Yasunori Takada (高田 保則, Takada Yasunori) est un footballeur japonais né le 22 février 1979 à Yokohama.

## Biographie
Cet attaquant est finaliste de la Coupe du monde des moins de 20 ans 1999 avec le Japon.